# Reguła wnioskowania
Niech {\displaystyle E} będzie dowolnym zbiorem.
Regułą wnioskowania w {\displaystyle E} jest dowolna relacja {\displaystyle r\subseteq \wp (E)\times E,} dla której {\displaystyle \emptyset \not \in {\textrm {dm}}(r).}
Jeśli {\displaystyle r} jest regułą wnioskowania w {\displaystyle E,} to {\displaystyle \langle \Pi ,e\rangle \in r} nazywamy sekwentem tej reguły. Zbiór {\displaystyle \Pi } nazywamy zbiorem przesłanek tego sekwentu, a {\displaystyle e} jego wnioskiem.
Reguła jest finitarna, jeśli przesłanki jej sekwentów są zawsze skończone.